# Zolotoi Kolos
Zolotoi Kolos (en rus: Золотой Колос) és un poble (un possiólok) de l'óblast de Rostov, a Rússia, que en el cens del 2010 tenia 747 habitants, pertany al districte d'Aksai.